# イエロー2G
イエロー2G (yellow 2G) は、E番号 E107の食品着色料である。黄色の粉末であり水に溶ける。系統的にはアゾ染料である。
EU内では承認されているが、英国食品基準局ではリストされていない。